# Mabel Hampton
Pour les articles homonymes, voir Hampton.
Mabel Hampton (née le 2 mai 1902 et décédée le 26 octobre 1989) est une militante des droits des femmes et des lesbiennes Africaine-Américaine. Durant la renaissance de Harlem, elle est danseuse, elle devient plus tard philanthrope pour les organisations noires et lesbiennes. Elle devient une membre importante de la Lesbian Herstory Archives à qui elle donnera de nombreuses ressources documentaires.

## Biographie

### Jeunesse
Née le 2 mai 1902 à Winston-Salem en Caroline du Nord, Mabel Hampton n'a que deux ans lorsque sa mère meurt empoisonnée. Elle est élevée par sa grand-mère, qui décède lorsque Hampton est âgée de sept ans.
En 1909, Hampton est envoyée par train vers New York pour vivre chez sa tante et son oncle à Greenwich Village. Hampton s'enfuit de cette maison, ayant été violée par son oncle et mal-traitée par sa famille. Pour fuir, Hampton, âgée de 8 ans, prend le métro jusque dans le New Jersey. Sur une aire de jeux, Hampton rencontre Bessie White, une Afro-Américaine issue de la classe ouvrière. White l'a prend sous son aile,. De 8 ans à 17 ans, Hampton vit avec la famille de Bessie White dans le New Jersey,.
Elle quitte le système scolaire après le grade 8.

### Arrestations
En 1919 ou 1924, Hampton et plusieurs amies sont arrêtées sous prétexte de prostitution,. Pour une femme, ne pas être accompagnée était considéré comme un indice pour être poursuivie et jugée pour prostitution. Hampton est condamnée à trois ans de prison qu'elle purgera en partie entre 13 mois et deux ans selon les sources à la prison de femmes de Bedford Hills,,. Elle est emprisonnée une seconde fois après la dénonciation d'un voisin.

### Carrière et vie privée
Dans les années 1920, Hampton devient danseuse et chanteuse dans une compagnie de femmes noires de Coney Islands. Dans ses mémoires audios, Mabel Hampton dit que c'est Coney Islands qu'elle découvre le mot « lesbienne ». Après la compagnie de Coney Islands, elle rejoint des scènes plus grandes à Harlem notamment à The Garden of Joy situé au croisement de la 139th Street et de la  Septième Avenue qui était un lieu de la vie nocturne à New York. Mabel Hampton se produit notamment au Garden of Eden et au Lafayette Theater où elle fait partie des chœurs,. Le contexte culturel et politique de la renaissance de Harlem permet à Hampton d'accéder à la communauté gaie et lesbienne. Elle passe son temps avec plusieurs artistes femmes queers comme Jackie "Moms" Mabley, Gladys Bentley, Ethel Waters ou la mondaine A'Lelia Walker,.
Elle est touchée par la Grande Dépression et travaille comme domestique pour subvenir à ses besoins en nettoyant les maisons de riches familles blanches de New York. Joan Nestle, la fille d'une de ces familles, a ensuite cofondé les Lesbian Herstory Archives à New York.
Mabel Hampton est en couple avec Lillian B. Foster (13 novembre 1894 - 7 août 1978), les deux femmes se rencontrent en 1932 et vivent dans le Bronx ensemble jusqu'à la mort de Foster en 1978,. Avec d'autres lesbiennes, Hampton se porte volontaire pour le New York Defense Recreation Committee (1943) ; dans le cadre de ce comité, elle collecte des cigarettes et des rafraîchissements pour les soldats américains de la Seconde Guerre mondiale.

### Fin de vie
Hampton décède le 26 octobre 1989 d'une pneumonie au centre hospitalier St. Luke's-Roosevelt de Manhattan.

## Contribution et héritage
Malgré des revenus modestes, Mabel Hampton se rend à plusieurs représentations de la National Negro Opera Company (en) et elle contribue financièrement au Martin Luther King Memorial Fund et plus tard à des organisations gays et lesbiennes.
En plus de ses contributions financières aux organisations gays et lesbiennes, Hampton participe à la première marche des fiertés nationale à Washington en 1979. Elle apparaît dans les films Silent Pioneers et Before Stonewall. Elle a été présentée à titre posthume dans le documentaire Not Just Passing Through.
En 1984, Hampton prend la parole devant des milliers de spectateurs à la marche des fiertés de New York (en). Elle dit : « Moi, Mabel Hampton, j'ai été lesbienne toute ma vie, pendant 82 ans, et je suis fière de moi et de mon peuple. Je voudrais que tout mon peuple soit libre dans ce pays et partout dans le monde, mon peuple gay et mon peuple noir. » Elle est la grande maréchale de la marche des fiertés en 1985. En 1985, elle est récompensée par la National Coalition of Black Lesbians and Gays pour l'ensemble de ses réalisations.
Hampton laisse un héritage de documents d'archives au Lesbian Herstory Archives. En particulier, elle fait don de sa vaste collection de lesbian pulp fiction aux archives en 1976. De plus, tout au long de  sa vie à New York, Hampton recueille des souvenirs, des éphémères, des lettres et d'autres documents documentant son histoire, offrant une fenêtre sur la vie des femmes noires et des lesbiennes pendant la renaissance de Harlem, qu'elle donne aux archives.
À la fin des années 1970, Joan Nestle fait plusieurs enregistrements audios de Mabel Hampton qui raconte sa vie de femme noire et lesbienne. En 1992, Joan Nestle prononce la première conférence Kessler pour le Center for Lesbian and Gay Studies (en), intitulée I Lift My Eyes to the Hill": the Life of Mabel Hampton as Told by a White Woman.